# Peter, Duce de Schleswig-Holstein
Peter, Duce de Schleswig-Holstein (n. 30 aprilie 1922, Güby, Schleswig-Holstein, Germania – d. 30 septembrie 1980, Thumby, Republica Federală Germania, Germania) a fost Duce de Schleswig-Holstein și Șeful Casei de Oldenburg din 10 februarie 1965 până la moartea sa. Peter a fost al treilea și cel mai mic fiu al lui Wilhelm Friedrich, Duce de Schleswig-Holstein și a soției acestuia, Prințesa Marie Melita de Hohenlohe-Langenburg. A fost stră-strănepot al reginei Victoria a Regatului Unit prin al doilea fiu al ei, Alfred, Duce de Saxa-Coburg și Gotha.